# Liste des joueuses de l'Entente sportive Basket de Villeneuve-d'Ascq - Lille Métropole
Pour un article plus général, voir Entente sportive Basket de Villeneuve-d'Ascq - Lille Métropole.
Liste des joueuses de l'Entente sportive Basket de Villeneuve-d'Ascq - Lille Métropole recense les effectifs des différents saisons de l'équipe de basket-ball féminin de l'équipe française de Villeneuve-d'Ascq.

## Saison 2023-2024
Entraîneur :  Rachid Meziane
Assistant :  Antonio de Barros
| Numéro | Nom                   | Née en           | Taille | Nationalité   | Poste         |
| 6      | Caroline Hériaud      | 22 décembre 1996 | 1,65 m | France        | Meneuse       |
| 1      | Shavonte Zellous      | 28 août 1986     | 1,78 m | États-Unis    | Arrière       |
| 3      | Kamiah Smalls         | 17 avril 1998    | 1,78 m | États-Unis    | Arrière       |
| 33     | Maxuella Lisowa-Mbaka | 14 mai 2001      | 1,78 m | Belgique      | Ailière       |
| 10     | Charlotte Abraham     | 4 mai 2005       | 1,83 m | France        | Ailière       |
| 31     | Janelle Salaün        | 5 septembre 2001 | 1,88 m | France        | Ailière       |
| 25     | Kennedy Burke         | 14 février 1997  | 1,85 m | États-Unis    | Ailière       |
| 13     | Maïa Hirsch           | 13 novembre 2003 | 1,94 m | France        | Ailière forte |
| 22     | Kariata Diaby         | 29 juin 1995     | 1,92 m | Côte d'Ivoire | Intérieure    |
| 5      | Aminata Gueye         | 10 juillet 2002  | 1,90 m | France        | Pivot         |
|        | Bethy Mununga         | 22 juillet 1997  | 1,83 m | Belgique      |               |

## Saison 2022-2023
Entraîneur :  Rachid Meziane
Assistant :  Antonio de Barros
| Numéro | Nom                 | Née en           | Taille | Nationalité   | Poste         |
| 3      | Kamiah Smalls       | 17 avril 1998    | 1,78 m | États-Unis    | Arrière       |
| 24     | Hind Ben Abdelkader | 21 juillet 1995  | 1,77 m | Belgique      | Arrière       |
| 21     | Maelle Blein        | 21 avril 2004    | 1,79 m | France        | Arrière       |
|        | Kennedy Burke       | 14 février 1997  | 1,85 m | États-Unis    | Ailière       |
| 20     | Manoe Cisse         | 8 mai 2004       | 1,62 m | France        | Meneuse       |
| 11     | Myriam Djekoundade  | 2 janvier 1998   | 1,85 m | France        | Ailière       |
|        | Maïa Hirsch         | 13 novembre 2003 | 1,94 m | France        | Ailière forte |
| 12     | Eloïse Pavrette     | 22 janvier 2003  | 1,91 m | France        | Pivot         |
| 22     | Kariata Diaby       | 29 juin 1995     | 1,92 m | Côte d'Ivoire | Intérieure    |
| 31     | Janelle Salaün      | 5 septembre 2001 | 1,88 m | France        | Ailière       |
| 28     | Christelle Diallo   | 12 mars 1993     | 1,93 m | France        | Pivot         |
| 6      | Caroline Hériaud    | 22 décembre 1996 | 1,65 m | France        | Meneuse       |

## Saison 2021-2022
Entraîneur :  Rachid Meziane
Assistant :  Antonio de Barros
| Numéro | Nom                     | Née en           | Taille | Nationalité   | Poste         |
|        | Binta Drame             | 16 mai 2002      | 1,72 m | France        | Arrière       |
| 33     | Jillian Harmon          | 3 mars 1987      | 1,85 m | États-Unis    | Ailière forte |
| 9      | Johanne Gomis-Halilovic | 11 janvier 1985  | 1,77 m | France        | Ailière       |
|        | Hatoumata Diakite       | 27 juin 2002     | 1,92 m | France        | Pivot         |
| 13     | Sandra Ygueravide       | 28 décembre 1984 | 1,72 m | Espagne       | Meneuse       |
| 14     | Clarince Djaldi-Tabdi   | 6 décembre 1995  | 1,84 m | France        | Ailière       |
| 3      | Jolene Anderson         | 27 juin 1986     | 1,75 m | États-Unis    | Arrière       |
| 22     | Kariata Diaby           | 29 juin 1995     | 1,92 m | Côte d'Ivoire | Intérieure    |
| 23     | Djéné Diawara           | 29 janvier 1988  | 1,92 m | France Mali   | Ailière       |
| 31     | Janelle Salaün          | 5 septembre 2001 | 1,88 m | France        | Ailière       |
| 28     | Christelle Diallo       | 12 mars 1993     | 1,93 m | France        | Pivot         |
| 6      | Caroline Hériaud        | 22 décembre 1996 | 1,65 m | France        | Meneuse       |
|        | Olesia Malachenko       | 21 février 1991  | 1,88 m | Ukraine       | Intérieure    |

En novembre, le club reçoit le renfort de Christelle Diallo.
Fin décembre, Olesia Malachenko rejoint le club, alors que la première pigiste de Damiris Dantas Jillian Harmon le quitte, mais Malachenko quitte la France pour rejoindre son pays en février en raison de la crise russo-ukrainienne. En manque de temps de jeu à son retour de blessure, Djéné Diawara est libérée et signe en mars 2022 pour Bourges,.

## Saison 2020-2021
Entraîneur :  Rachid Meziane
Assistant :  Antonio de Barros
| Numéro | Nom                     | Née en            | Taille | Nationalité                             | Poste         |
| 1      | Lisa Berkani            | 19 mai 1997       | 1,77 m | France                                  | Meneuse       |
| 7      | Zoé Wadoux              | 7 janvier 2001    | 1,78 m | France                                  | Arrière       |
| 9      | Johanne Gomis-Halilovic | 11 janvier 1985   | 1,77 m | France                                  | Ailière       |
| 11     | Clarissa dos Santos     | 10 mars 1988      | 1,85 m | Brésil                                  | Ailière       |
| 13     | Sandra Ygueravide       | 28 décembre 1984  | 1,72 m | Espagne                                 | Meneuse       |
| 14     | Clarince Djaldi-Tabdi   | 6 décembre 1995   | 1,84 m | France                                  | Ailière       |
| 17     | Haley Peters            | 17 septembre 1992 | 1,91 m | États-Unis                              | Ailière forte |
| 22     | Kariata Diaby           | 29 juin 1995      | 1,92 m | Côte d'Ivoire                           | Intérieure    |
| 23     | Djéné Diawara           | 29 janvier 1988   | 1,92 m | France Mali                             | Ailière       |
| 31     | Janelle Salaün          | 5 septembre 2001  | 1,88 m | France                                  | Ailière       |
| 44     | Courtney Hurt           | 14 juillet 1989   | 1,83 m | États-Unis                              | Intérieure    |
|        | Mélissa Diawakana       | 24 octobre 1992   | 1,70 m | France République démocratique du Congo | Meneuse       |

En février 2021, Mélissa Diawakana fait son retour temporaire pour suppléer Lisa Berkani blessée.
Clarissa dos Santos rejoint le club en mars 2021 pour suppléer la blessure de Djéné Diawara. En mars 2021 Oumou Touré le club pour suppléer l'indisponibilité de Kariata Diaby en fin de saison.

## Saison 2019-2020
Entraîneur :  Rachid Meziane
Entraîneuse assistante : Ljubica Drljača et Antonio de Barros
| Numéro | Nom                     | Née en          | Taille | Nationalité                             | Poste      |
| 1      | Lisa Berkani            | 19 mai 1997     | 1,77 m | France                                  | Meneuse    |
| 7      | Zoé Wadoux              | 7 janvier 2001  | 1,78 m | France                                  | Arrière    |
| 9      | Johanne Gomis-Halilovic | 11 janvier 1985 | 1,77 m | France                                  | Ailière    |
|        | Regan Magarity          | 30 avril 1996   | 1,90 m | Suède                                   | Intérieure |
| 22     | Kariata Diaby           | 29 juin 1995    | 1,92 m | Côte d'Ivoire                           | Intérieure |
|        | Regan Magarity          | 30 avril 1996   | 1,90 m | Suède                                   | Intérieure |
| 44     | Courtney Hurt           | 14 juillet 1989 | 1,83 m | États-Unis                              | Intérieure |
| 10     | Rachel Hollivay         | 24 octobre 1993 | 1,96 m | États-Unis                              | Pivot      |
| 24     | Keisha Hampton          | 22 février 1990 | 1,85 m | États-Unis                              | Ailière    |
| 15     | Lorraine Lokoka         | 29 octobre 1989 | 1,84 m | France République démocratique du Congo | Ailière    |
| 28     | Christelle Diallo       | 12 mars 1993    | 1,93 m | France                                  | Pivot      |
| 76     | Kristen Sharp           | 18 avril 1981   | 1,75 m | France États-Unis                       | Arrière    |
| 27     | Fayzat Djoumoi          | 27 avril 2001   | 1,84 m | France                                  | Ailière    |
| 23     | Stacey Montabord        | 11 mai 2001     | 1,98 m | France                                  | Pivot      |

Avec seulement 3 victoires pour 6 défaites en fin d'année civile, Villeneuve d'Ascq remercie Rachel Hollivay (4,9 points et 3,5 rebonds de moyenne), qui avait été signée pour remplacer Kariata Diaby, victime d'une rupture des ligaments croisés avant le début de saison et la remplace par la jeune internationale Suédoise Regan Magarity (1,90 m, 23 ans), formée à Virginia Tech, qui a commencé sa carrière professionnelle à Hatay.

## Saison 2018-2019
Entraîneur :  Frédéric Dusart puis Rachid Meziane
Entraîneuse assistante : Ljubica Drljača
| Numéro | Nom                     | Née en          | Taille | Nationalité    | Poste              |
| 5      | Virginie Brémont        | 16 juin 1987    | 1,77 m | France         | Meneuse            |
|        | Lisa Berkani            | 19 mai 1997     | 1,77 m | France         | Meneuse            |
|        | Magali Mendy            | 6 février 1990  | 1,75 m | France         | Arrière            |
| 9      | Johanne Gomis-Halilovic | 11 janvier 1985 | 1,77 m | France         | Ailière            |
| 12     | Mame-Marie Sy-Diop      | 25 mars 1985    | 1,85 m | France Sénégal | Ailière-Intérieure |
|        | Angie Bjorklund         | 14 juillet 1989 | 1,83 m | États-Unis     | Ailière            |
|        | Shante Evans            | 8 juillet 1991  | 1,85 m | États-Unis     | Ailière            |
| 21     | Laëtitia Kamba          | 10 janvier 1987 | 1,87 m | France         | Ailière            |
|        | Christelle Diallo       | 12 mars 1993    | 1,93 m | France         | Pivot              |
|        | Romy Bär                | 17 mai 1987     | 1,89 m | Allemagne      | Ailière            |
|        | Hélène Jakovljevic      | 5 octobre 2000  | 1,71 m | France         | Meneuse            |

Le club ne pouvant se qualifier pour les play-offs, Frédéric Dusart est remercié au printemps 2019 et remplacé par Rachid Meziane. Neuvième de la saison régulière, le club parvient néanmoins à accrocher son maintien dans l'élite.

## Saison 2017-2018
Entraîneur :  Frédéric Dusart
Entraîneuse assistante : Ljubica Drljača
| Numéro | Nom                     | Née en           | Taille | Nationalité                      | Poste              |
| 5      | Virginie Brémont        | 16 juin 1987     | 1,77 m | France                           | Meneuse            |
| 6      | Réjane Verin            | 1993             | 1,86 m | France                           | Ailière            |
| 9      | Johanne Gomis-Halilovic | 11 janvier 1985  | 1,77 m | France                           | Ailière            |
| 12     | Mame-Marie Sy-Diop      | 25 mars 1985     | 1,85 m | France Sénégal                   | Ailière-Intérieure |
| 13     | Johannah Leedham        | 5 décembre 1987  | 1,76 m | Royaume-Uni                      | Ailière            |
| 14     | Pauline Akonga          | 9 février 1982   | 1,88 m | République démocratique du Congo | Pivot              |
| 21     | Laëtitia Kamba          | 10 janvier 1987  | 1,87 m | France                           | Ailière            |
| 25     | Marielle Amant          | 9 décembre 1989  | 1,90 m | France                           | Pivot              |
| 33     | Nevena Jovanović        | 30 juin 1990     | 1,79 m | Serbie                           | Arrière            |
| 55     | Aminata Konaté          | 27 octobre 1990  | 1,70 m | France                           | Meneuse            |
|        | Joyce Cousseins-Smith   | 31 décembre 1988 | 1,68 m | France                           | Arrière            |

## Saison 2016-2017
Entraîneur :  Frédéric Dusart
Entraîneuse assistante : Ljubica Drljača
| Numéro | Nom                     | Née en          | Taille | Nationalité        | Poste              |
| 5      | Virginie Brémont        | 16 juin 1987    | 1,77 m | France             | Meneuse            |
| 0      | Olivia Époupa           | 30 avril 1994   | 1,65 m | France             | Meneuse            |
| 14     | Aby Gaye                | 4 février 1995  | 1,95 m | France             | Pivot              |
| 9      | Johanne Gomis-Halilovic | 11 janvier 1985 | 1,77 m | France             | Ailière            |
|        | Valériane Ayayi         | 29 avril 1994   | 1,84 m | France             | Ailière            |
|        | Alina Iahoupova         |                 |        | Ukraine            | Arrière            |
|        | Lioudmyla Naoumenko     |                 |        | Ukraine            | Ailière            |
|        | Mame-Marie Sy-Diop      | 25 mars 1985    | 1,85 m | France Sénégal     | Ailière-Intérieure |
|        | Kamila Stepanova        | 3 décembre 1988 | 1,93 m | République tchèque | Intérieure         |
| 25     | Marielle Amant          | 9 décembre 1989 | 1,90 m | France             | Pivot              |

## Saison 2015-2016
Entraîneur :  Frédéric Dusart
Entraîneuse assistante :  Ljubica Drljača
| Numéro | Nom                     | Née en           | Taille | Nationalité  | Poste              |
| 4      | Megan Mahoney           | 13 février 1983  | 1,83 m | États-Unis   | Ailière-Intérieure |
| 5      | Virginie Brémont        | 16 juin 1987     | 1,77 m | France       | Meneuse            |
| 89     | Camille Aubert          | 8 avril 1989     | 1,7 m  | France       | Meneuse            |
| 6      | Géraldine Robert        | 26 juin 1980     | 1,84 m | France Gabon | Ailière            |
| 14     | Aby Gaye                | 4 février 1995   | 1,95 m | France       | Pivot              |
| 9      | Johanne Gomis-Halilovic | 11 janvier 1985  | 1,77 m | France       | Ailière            |
| 13     | Fatimatou Sacko         | 12 avril 1985    | 1,83 m | France       | Intérieure         |
| 19     | Stylianí Kaltsídou      | 2 janvier 1983   | 1,88 m | Grèce        | Ailière            |
| 21     | Laëtitia Kamba          | 10 janvier 1987  | 1,87 m | France       | Ailière-Intérieure |
| 10     | Emilija Podrug          | 20 décembre 1979 | 1,9 m  | Croatie      | Intérieure         |
| 25     | Marielle Amant          | 9 décembre 1989  | 1,90 m | France       | Pivot              |

## Saison 2014-2015
Entraîneur :  Frédéric Dusart
Entraîneuse assistante :  Ljubica Drljača
| Numéro | Nom                     | Née en          | Taille | Nationalité                             | Poste              |
| 4      | Megan Mahoney           | 13 février 1983 | 1,83 m | États-Unis                              | Ailière-Intérieure |
| 5      | Virginie Brémont        | 16 juin 1987    | 1,77 m | France                                  | Meneuse            |
| 6      | Géraldine Robert        | 26 juin 1980    | 1,84 m | France                                  | Ailière            |
| 8      | Katarina Ristić         | 13 avril 1984   | 1,70 m | Slovénie                                | Meneuse            |
| 9      | Johanne Gomis-Halilovic | 11 janvier 1985 | 1,77 m | France                                  | Ailière            |
| 11     | Élise Fagnez            | 4 mars 1995     | 1,98 m | France                                  | Pivot              |
| 12     | Ann Wauters             | 12 octobre 1980 | 1,93 m | Belgique                                | Intérieure         |
| 13     | Fatimatou Sacko         | 12 avril 1985   | 1,83 m | France                                  | Intérieure         |
| 15     | Lorraine Lokoka         | 29 octobre 1989 | 1,84   | France République démocratique du Congo | Ailière            |
| 21     | Laëtitia Kamba          | 10 janvier 1987 | 1,87 m | France                                  | Ailière-Intérieure |
| 25     | Marielle Amant          | 9 décembre 1989 | 1,90 m | France                                  | Pivot              |

Villeneuve d'ascq finit troisième de la phase régulière et décroche le titre de champion d'Europe

## Saison 2013-2014
Entraîneur :  Frédéric Dusart
Entraîneuse assistante :  Ljubica Drljača
| Numéro | Nom               | Née en          | Taille | Nationalité                             | Poste              |
| 6      | Elin Eldebrink    | 4 janvier 1988  | 1,74   | Suède                                   | Meneuse            |
| 15     | Lorraine Lokoka   | 29 octobre 1989 | 1,84   | France République démocratique du Congo | Ailière            |
| 8      | Mélissa Diawakana | 24 octobre 1992 | 1,70   | France                                  | Meneuse            |
| 9      | Johanne Gomis     | 11 janvier 1985 | 1,77   | France                                  | Ailière            |
| 10     | Lenae Williams    | 14 juillet 1979 | 1,82   | États-Unis                              | Ailière            |
|        | Jennifer Digbeu   | 14 avril 1987   | 1,90   | France                                  | Ailière            |
| 11     | Emma Meesseman    | 13 mai 1993     | 1,92   | Belgique                                | Intérieure         |
| 12     | Laëtitia Kamba    | 10 janvier 1987 | 1,87   | France                                  | Ailière-Intérieure |
| 13     | Chloé Westelynck  | 3 mars 1991     | 1,88   | France                                  | Ailière-Intérieure |
| 24     | Olayinka Sanni    | 21 août 1986    | 1,88   | États-Unis Nigeria                      | Intérieure         |
| 33     | Djéné Diawara     | 9 janvier 1985  | 1,92   | Mali France                             | Intérieure         |

Villeneuve-d'Ascq décroche la quatrième place de la saison régulière.

## Effectif 2012-2013
Entraîneur :  Frédéric Dusart
Entraîneuse assistante :  Ljubica Drljača
| Numéro | Nom              | Née en           | Taille | Nationalité         | Poste      |
| 5      | Emma Meesseman   | 13 mai 1993      | 1,92   | Belgique            | Intérieure |
| 7      | Bintou Dieme     | 1er février 1984 | 1,67   | France              | Meneuse    |
| 8      | Stéphanie Dubois | 18 juin 1983     | 1,83   | France              | Ailière    |
| 9      | Amélie Pochet    | 22 février 1984  | 1,80   | France              | Ailière    |
| 10     | Jennifer Digbeu  | 14 avril 1987    | 1,90   | France              | Ailière    |
| 12     | Alice Nayo       | 16 janvier 1993  | 1,86   | France              | Intérieure |
|        | Émilie Duvivier  | 7 septembre 1984 | 1,68   | France              | Arrière    |
| 13     | Olayinka Sanni   | 21 août 1986     | 1,88   | États-Unis- Nigeria | Intérieure |
| 14     | Lenae Williams   | 14 juillet 1979  | 1,82   | États-Unis          | Ailière    |
| 15     | Sandra Piršić    | 11 octobre 1984  | 1,97   | Slovénie            | Intérieure |
| 16     | Bojana Vulić     | 28 mai 1984      | 1,91   | Serbie              | Intérieure |

Le club finit en huitième position de la saison régulière avec 12 victoires et 14 défaites.

## Effectif 2011-2012
Entraîneur : Abdou N'Diaye  (Sénégal-France) remplacé par Frédéric Dusart en janvier 2012
Adjoint : Frédéric Dusart (France) puis Thierry Dornez
| Numéro | Nom                 | Née en            | Taille | Nationalité | Poste      |
| 5      | Anne Breitreiner    | 7 septembre 1984  | 1,83   | Allemagne   | Arrière    |
| 7      | Sabrine Bouzenna    | 14 octobre 1993   | 1,72   | France      | Meneuse    |
| 8      | Alice Nayo          | 16 janvier 1993   | 1,86   | France      | Intérieure |
| 9      | Laurie Datchy       | 2 avril 1990      | 1,72   | France      | Meneuse    |
| 11     | Émilie Gomis        | 18 octobre 1983   | 1,80   | France      | Arrière    |
| 12     | Kathy Wambe         | 7 novembre 1981   | 1,72   | Belgique    | Meneuse    |
| 13     | Olayinka Sanni      | 21 août 1986      | 1,88   | États-Unis  | Intérieure |
| 14     | Élodie Bertal       | 16 mars 1984      | 1,90   | France      | Intérieure |
| 14     | Sabrina Palie       | 23 juillet 1981   | 1,72   | France      | Arrière    |
| 15     | Jillian Robbins     | 21 août 1986      | 1,88   | États-Unis  | Ailière    |
| 15     | Cathrine Kraayeveld | 30 septembre 1981 | 1,93   | États-Unis  | Intérieure |
| 15     | Sidney Spencer      | 7 mars 1985       | 1,91   | États-Unis  | Intérieure |

## Saison 2010-2011
Entraîneur : Abdou N'Diaye  (Sénégal-France)
Adjoint : Frédéric Dusart (France)
| Numéro | Nom                | Née en | Taille | Nationalité         | Poste      |
| 4      | Julie Anne Page    | 1983   | 1,89   | Royaume-Uni         | Ailière    |
| 4      | Adrijana Knezevic  | 1987   | 1,80   | Serbie              | Ailière    |
| 5      | Carine Paul        | 1988   | 1,76   | France              | Arrière    |
| 7      | Ingrid Tanqueray   | 1988   | 1,64   | France              | Meneuse    |
| 8      | Marjorie Carpréaux | 1987   | 1,65   | Belgique            | Ailière    |
| 9      | Laurie Datchy      | 1990   | 1,75   | France              | Meneuse    |
|        | Émilie Gomis       | 1983   | 1,78   | France              | Arrière    |
| 12     | Carla Thomas       | 1985   | 1,91   | États-Unis          | Intérieure |
| 13     | Olayinka Sanni     | 1986   | 1,88   | États-Unis- Nigeria | Intérieure |
| 14     | Élodie Bertal      | 1984   | 1,90   | France              | Intérieure |
| 15     | Bridgette Mitchell | 1987   | 1,80   | États-Unis          | Arrière    |

## Saison 2009-2010
Entraîneur : Abdou N'Diaye  (Sénégal-France)
Adjoint : Frédéric Dusart (France)
| Nom              | Née en | Taille | Nationalité | Poste      |
| Lady Comfort     | 1986   | 1,92   | États-Unis  | Intérieure |
| Carine Paul      | 1988   | 1,76   | France      | Arrière    |
| Ana Cata-Chitiga | 1989   | 1,89   | France      | Intérieure |
| Ingrid Tanqueray | 1988   | 1,64   | France      | Meneuse    |
| Élodie Bertal    | 1984   | 1,90   | France      | Intérieure |
| Laurie Datchy    | 1990   | 1,75   | France      | Meneuse    |
| Émilie Gomis     | 1983   | 1,78   | France      | Arrière    |
| Joelene Anderson | 1986   | 1,73   | États-Unis  | Ailière    |

## Saison 2008-2009
Entraîneur : Abdou N'Diaye (Sénégal-France)
Adjoint : Frédéric Dusart (France)
| Numéro | Nom                    | Née en | Taille | Nationalité        | Poste              |
| 4      | Lady Comfort           | 1986   | 1,92   | États-Unis         | Intérieure         |
| 5      | Audrey Alvès           | 1988   | 1,90   | France             | Intérieure         |
| 6      | Tracy Albicy           | 1992   | 1,56   | France             | Meneuse            |
| 7      | Martina Rejchová       | 1983   | 1,92   | République tchèque | Intérieure         |
| 8      | Florence Lepron        | 1985   | 1,83   | France             | Meneuse            |
| 9      | Laurie Datchy          | 1990   | 1,75   | France             | Meneuse            |
| 10     | Ljubica Drljača        | 1978   | 1,90   | France             | Ailière            |
| 11     | Géraldine Robert       | 1980   | 1,84   | France             | Ailière            |
| 13     | Fatimatou Sacko        | 1985   | 1,85   | France             | Ailière-Intérieure |
| 14     | Milijana Evtoukhovitch | 1981   | 1,91   | Bosnie-Herzégovine | Intérieure         |
| 15     | Jolene Anderson        | 1986   | 1,73   | États-Unis         | Ailière            |

## Saison 2007-2008
Entraîneur : Abdou N'Diaye (Sénégal-France)
Adjoint : Frédéric Dusart (France)
| Numéro | Nom                | Née en | Taille | Nationalité | Poste              |
| 4      | Bintou Diémé       | 1984   | 1,67   | France      | Meneuse            |
| 5      | Audrey Alvès       | 1988   | 1,90   | France      | Intérieure         |
| 6      | Tracy Albicy       | 1992   | 1,56   | France      | Meneuse            |
| 7      | Bénédicte Fombonne | 1976   | 1,82   | France      | Ailière            |
| 8      | Johanna Cortinovis | 1986   | 1,83   | France      | Arrière            |
| 9      | Jurimara Dantas    | 1978   | 1,90   | Brésil      | Intérieure         |
| 10     | Ljubica Drljača    | 1978   | 1,90   | France      | Ailière            |
| 11     | Géraldine Robert   | 1980   | 1,84   | France      | Ailière            |
| 12     | Kathy Wambé        | 1981   | 1,72   | Belgique    | Meneuse            |
| 13     | Fatimatou Sacko    | 1985   | 1,85   | France      | Ailière-Intérieure |
| 14     | Shala Crawford     | 1979   | 1,93   | États-Unis  | Intérieure         |
| 15     | Jasmina Ilic       | 1985   | 1,83   | Serbie      | Ailière            |

## Saison 2006-2007
Entraîneur : Abdou N'Diaye (Sénégal-France)
Adjoint : Frédéric Dusart (France)
| Numéro | Nom                | Née en | Taille | Nationalité | Poste              |
| 4      | Bintou Diémé       | 1984   | 1,67   | France      | Meneuse            |
| 5      | Mathilde Caby      | 1989   | 1,75   | France      | Meneuse            |
| 6      | Marine Desain      | 1990   | 1,75   | France      | Arrière            |
| 7      | Bénédicte Fombonne | 1976   | 1,82   | France      | Ailière            |
| 8      | Maïwenn Catrix     | 1989   | 1,80   | France      | Arrière            |
| 9      | Iveta Marčauskaitė | 1982   | 1,96   | Lituanie    | Intérieure         |
| 10     | Tatum Brown        | 1978   | 1,93   | États-Unis  | Intérieure         |
| 11     | Géraldine Robert   | 1980   | 1,84   | France      | Ailière            |
| 12     | Kathy Wambé        | 1981   | 1,72   | Belgique    | Meneuse            |
| 13     | Fatimatou Sacko    | 1985   | 1,85   | France      | Ailière-Intérieure |
| 14     | Marie Bally        | 1989   | 1,80   | France      | Intérieure         |
| 15     | Ljubica Drljača    | 1978   | 1,86   | Serbie      | Intérieure         |

## Saison 2005-2006
Entraîneur : Abdou N'Diaye (Sénégal-France)
Adjoint : Frédéric Dusart (France)
| Numéro | Nom                | Née en | Taille | Nationalité | Poste           |
| 4      | LaTonya Massaline  | 1977   | 1,80   | États-Unis  | Intérieur       |
| 5      | Claire Seigle      | 1981   | 1,79   | France      | Ailière         |
| 6      | Mathilde Caby      | 1989   | 1,75   | France      | Meneuse         |
| 7      | Bénédicte Fombonne | 1976   | 1,82   | France      | Ailière         |
| 8      | Maïwenn Catrix     | 1989   | 1,73   | France      | Meneuse         |
| 9      | Iveta Marčauskaitė | 1982   | 1,96   | Lituanie    | Intérieure      |
| 10     | Tatum Brown        | 1978   | 1,93   | États-Unis  | Intérieure      |
| 11     | Émilie Gomis       | 1983   | 1,80   | France      | Meneuse-Ailière |
| 12     | Kathy Wambé        | 1981   | 1,72   | Belgique    | Meneuse         |
| 13     | Fatimatou Sacko    | 1985   | 1,85   | France      | Ailière         |
| 14     | Melissa Mendes     | 1988   |        | France      | Ailière         |
| 15     | Mathilde Gueye     | 1987   |        | France      | Intérieure      |

## Saison 2004-2005
Entraîneur : Abdou N'Diaye (Sénégal-France)
Adjoint : Frédéric Dusart (France)
| Numéro | Nom                     | Née en | Taille | Nationalité | Poste      |
| 4      | Talété Adoum            | 1989   | 1,63   | France      | Meneuse    |
| 5      | Élodie Gérard           | 1982   | 1,72   | France      | Meneuse    |
| 6      | Charlène Malonga        | 1986   | 1,75   | France      | Ailière    |
| 7      | Bénédicte Fombonne      | 1976   | 1,82   | France      | Ailière    |
| 8      | LaTonya Massaline       | 1977   | 1,80   | États-Unis  | Ailière    |
| 9      | Vedrana Grgin-Fonseca   | 1976   | 1,89   | Croatie     | Ailière    |
| 10     | Marina Mazić            | 1981   | 1,91   | Croatie     | Intérieure |
| 11     | Émilie Gomis            | 1983   | 1,89   | France      | Ailière    |
| 12     | Kathy Wambé             | 1981   | 1,72   | Belgique    | Meneuse    |
| 13     | Fatimatou Sacko         | 1985   | 1,84   | France      | Interieure |
| 14     | Stacey Lovelace-Tolbert | 1975   | 1,92   | États-Unis  | Interieure |
| 15     | Mathilde Heurtematte    | 1987   | 1,86   | France      | Interieure |

## 2002-2003
Entraîneur : Marc Silvert (France)
Adjoint : Fred Guitton (France)
| Numéro | Nom                | Née en | Taille | Nationalité                      | Poste      |
| 6      | Charlène Malonga   | 1986   | 1,75   | France                           | Ailière    |
| 7      | Bénédicte Fombonne | 1976   | 1,82   | France                           | Ailière    |
| 8      | Clémence Beikes    | 1983   | 1,81   | France                           | Arrière    |
| 9      | Samantha Woosnam   | 1978   | 1,85   | Australie                        | Ailière    |
| 10     | Floriane Herrscher | 1984   | 1,87   | France                           | Intérieure |
| 11     | Émilie Gomis       | 1983   | 1,89   | France                           | Ailière    |
| 12     | Kathy Wambé        | 1981   | 1,72   | Belgique                         | Meneuse    |
| 13     | Sabrina Reghaïssia | 1983   | 1,88   | France                           | Interieure |
| 14     | Bernadette Ngoyisa | 1982   | 1,95   | République démocratique du Congo | Interieure |
| 15     | Marina Kress       | 1980   | 1,92   | Biélorussie                      | Interieure |

## 2001-2002
Entraîneur : Yannick Leborgne
Adjoint : Fred Guitton (France)

## 2000-2001
Entraîneur : José Ruiz
Adjoint : Fred Guitton (France)
Accession en LFB d'une équipe dans laquelle figure 6 benjamines du groupe d'origine :
- Nirina Zizdou
- Stéphanie Messi
- Régine Messi
- Isabelle Lucas
- Cathy Passavant
- Sylvie Bralant